# メイクス陸上競技部
makes陸上競技部は、東京都渋谷区に活動拠点を置くメイクスの陸上競技部（専門種目・長距離走、マラソン）である。

## 概要
2021年4月1日、メイクスが陸上競技部を創部することを発表した。「マラソンで世界一になる。社会にワクワクを提供する。」を理念としている。
2025年3月を以て廃部となることが発表された。

## 所属選手・スタッフ

### スタッフ
- 監督：三田裕介
- コーチ：ジュリアス・ギタヒ

### 選手
- 鬼塚翔太
- 菊地賢人
- 加藤広之
- 原田凌輔
- 渡邉正紀
- ティモシー・キベット